# Gaius Papius Mutilus
Gaius Papius Mutilus († um 80 v. Chr.) war der Führer der Samniten im Bundesgenossenkrieg gegen Rom 90 bis 88 v. Chr.
Im Jahr 90 v. Chr. eroberte er Nola und weitere Städte in Campanien. Mutilus griff den römischen Konsul Lucius Iulius Caesar an, wurde aber von diesem geschlagen. Im Jahr 89 v. Chr. wurde er von Sulla entscheidend in Samnium besiegt und floh nach Aesernia. Er fand Anschluss an den Popularen Gaius Marius den Jüngeren. Nach der Rückkehr Sullas nach Rom und der anschließenden Niederlage der popularen Heere konnte er sich noch bis zum Jahr 80 v. Chr. in Nola behaupten. Er beging Selbstmord. Ein Nachkomme von ihm war der Suffektkonsul Marcus Papius Mutilus.